# Hotel Nacional (Moscou)

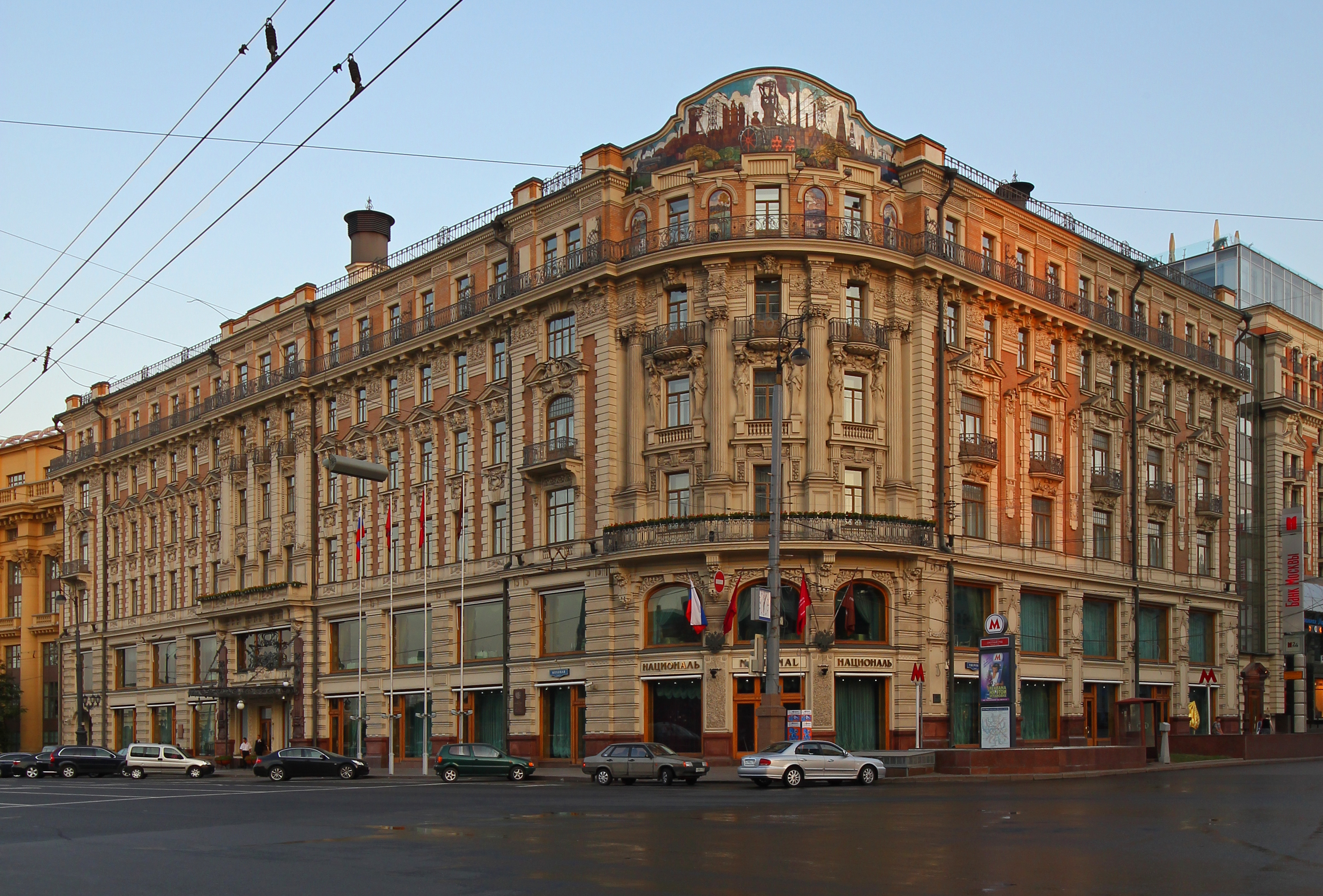
Hotel Nacional

O Hotel Nacional, Moscou é um hotel cinco estrelas em Moscou, Rússia, inaugurado em 1903. Tem 202 quartos e 56 suítes e está situado na Praça do Manege, em frente ao Kremlin. O hotel é administrado pela The Luxury Collection, uma divisão da Marriott International.

## História
O Hotel Nacional foi financiado pela Varvarinskoe Joint-Stock Company of Householders e projetado pelo arquiteto Alexander Ivanov. A construção teve inicio em 1901 e o hotel de 160 quartos foi inaugurado em 14 de janeiro de 1903.